# Fragmenter - af et signalement
|  | Denne artikel er oprettet af botten Steenthbot ud fra en ekstern database. Den kan derfor have sproglige fejl eller mangler. Denne skabelon kan fjernes efter kontrol af indholdet. |

Fragmenter - af et signalement er en dansk filmskolefilm fra 1968 instrueret af Finn Karlsson.